# Криомедицина
Криомедицина — область научной медицины, основанная на использовании криогенной технологии: применении крайне низкой температуры для борьбы с различными заболеваниями.
Научные основы включают фундаментальные знания физики о процессах кристаллизации воды, криобиологии — о воздействии крайне низкой температуры на биологические объекты, лабораторные термометрические исследования в сложных биологических объектах, экспериментальные данные и клинические аспекты. Последние в свою очередь рассматривают проблемы криоконсервации, а также ревитализации генетического и биологического материала, криотерапию и криохирургию.
Близкими к криогенному воздействию на человека по своему виду (температурному фактору) могут рассматриваться некоторые методы физиотерапии и локальной гипотермии, однако более корректно не включать их в область криомедицины и относить к медицине в общепринятом понимании этого термина.
Есть различия в терминах «криомедицина» и «медицинская криология», поскольку первый имеет ясную клиническую направленность, а «медицинская криология» смещает акцент в сторону исследовательских направлений и занимает промежуточное положение между криобиологией и криомедициной.
Термин «криомедицина» не является общепринятым: в медицинских университетах предмет криомедицины не является обязательным для изучения, нет и соответствующих учебников. Врачебной специальности, которая в своём названии содержала бы приставку «крио-», также не существует. Не подлежит этот метод лечения специальному лицензированию в органах Росздравнадзора. При этом в перечне способов лечения больных с различными заболеваниями официально используются термины «криодеструкция» и «криотерапия» в качестве допустимых методов лечения как в области хирургии, так и в терапии. Криогенные технологии используются во многих онкологических специальностях, при лечении больных с доброкачественными заболеваниями и наиболее часто — в дерматологии.
Вместе с тем криогенное воздействие является потенциально опасным способом лечения, в связи с чем его применение требует специальных знаний и дополнительной подготовки врачей с учётом того, что базовые теоретические знания и практические навыки использования криогенной температуры в клинической практике у современных врачей в большинстве случаев отсутствуют.